# Neotherevella kozlovi
Neotherevella kozlovi är en tvåvingeart som först beskrevs av Zaitzev 1971.  Neotherevella kozlovi ingår i släktet Neotherevella och familjen stilettflugor.
Artens utbredningsområde är Mongoliet. Inga underarter finns listade i Catalogue of Life.